# Happiness Begins
Happiness Begins es el quinto álbum de estudio de Jonas Brothers, que se lanzó el 7 de junio de 2019. Será su primer álbum desde LiVe lanzado en 2013, y el primer álbum de estudio desde Lines, Vines and Trying Times lanzado en 2009. Este álbum es precedido por los sencillos Sucker y Cool.

## Antecedentes
Al escribir y grabar para el álbum, los hermanos dijeron que querían un "sonido nuevo y mejorado" con "pistas para sentirse bien", por lo que su A&R en Republic Records, Wendy Goldstein, se puso en contacto con Ryan Tedder, Greg Kurstin y Justin Tranter para ayudar a componer y producir canciones para ellos. Tedder dijo que "escribirían una canción en aproximadamente 90 minutos, [... y] la cortaron en la segunda hora y sería mostrada antes de la cena". Billboard describió que el sonido resultante contenía "pistas de todo desde la nueva ola de los 80 y de reggae hasta country", y también dijo que "Nick describe la canción 'Hesitate' como la carta de amor de Joe a [Sophie] Turner, mientras que 'I Believe' es una mermelada lenta y pesada de sintetizador que alude a su propio romance torbellino con Priyanka Chopra".

## Promoción
La banda anunció el álbum en una publicación de Twitter el 22 de abril de 2019, compartiendo la portada y fecha de lanzamiento. Los hermanos por separado compartieron la noticia, Kevin que declaró sentirse el "más orgulloso" con el álbum.

## Rendimiento comercial
Happiness Begins debutó en el número uno en los Estados Unidos Billboard 200 con 414 000 unidades, de las cuales 357 000 fueron ventas de álbumes puros. Además de ser el tercer álbum número uno de los Jonas Brothers en Estados Unidos, es el de mayor número total de unidades y ventas de un álbum número uno en los Estados Unidos en 2019 hasta el momento, y la semana de ventas más grande para un álbum desde Taylor Swift Reputation en 2017.

## Recepción Crítica
Happiness Begins recibió críticas positivas de los críticos de música, el sitio Metacritic le dio una calificación de 76 puntos sobre 100 lo que significa la aclamación de la crítica.
Stephen Thomas Erlewine de Allmusic comentó acerca del álbum: "Los Jonas Brothers no entraron en hibernación inmediatamente después del lanzamiento en 2009 de Lines, Vines and Trying Times, pero se deslizaron lentamente hacia una separación que duró casi una década. Es posible que el trío no haya estado trabajando juntos, pero nunca parecieron estar ausentes, no cuando Kevin apareció en un reality show, mientras que Nick trabajó en solitario y Joe hizo un breve viaje a través de clubes de baile antes de establecerse con la estrella de Juego de tronos, Sophie Turner. Combinada, fue suficiente actividad para que su rítmico regreso a la acción de 2019 no se sintiera exactamente como el regreso que se pretendía. Y, no se equivoquen, Happiness Begins se diseñó para empujar a los Jonas Brothers de nuevo al gran momento, llegando con el apoyo de un documental llamado Chasing Happiness que narra su ascendencia, meseta y recarga, todo esto es parte de una campaña que ayudó al spry "Sucker" se convirtió en el primer single número 1 del trío antes del lanzamiento del álbum. "Sucker" se siente brillante y colorido, pero su rebote de disco templado no se siente contemporáneo. En otra parte de Happiness Begins, algunos sonidos modernos se incorporan a la mezcla: profundos y elásticos, los anclajes, incluso las canciones pop más dulces, y los arreglos presentan una imagen digital, pero toda la vibra de Happiness Begins se siente orgullosamente desfasada con 2019. Los Jonas Brothers no tienen tiempo para el tipo de música de fiesta depresiva que alimenta gran parte de las últimas noches de finales de la década de 2010; todavía prometen lealtad a los buenos tiempos y melodías dulcemente tristes destinadas a consolar y consolar. Tal entusiasmo y melodicismo significa que Happiness Begins se siente de manera inmediata, de modo que muchos de los grandes álbumes pop del crepúsculo de la década de 2010 no lo hacen, pero las pistas individuales están diseñadas para deslizarse en tantas listas de reproducción de género como sea posible: el estallido pop de "Cool". Terminamos rebotando a un gran ritmo, "Only Human" se transforma en un ritmo reggae arreglado, y "I Believe" es un poco de nostalgia retro de los 80 que funciona tan bien en el día como en la noche. Este eclecticismo puede pasar desapercibido, ya que los Jonas Brothers, con la ayuda del productor ejecutivo Ryan Tedder, comienzan a brillar, así que es tan deslumbrante que brilla, pero la comprensión discreta es otra razón por la que el álbum es tan atractivo: el álbum ofrece Los valores del pop a la antigua en una forma que se siente claramente fresca y moderna".
Fue elegido como uno de los mejores álbumes de la década de 2010 y del año 2019 por la revista Billboard en los puesto 86 y 16, respectivamente.

## Lista de canciones
Lista de canciones adaptada de Apple Music.

| N.º   | Título                | Escritor(es)                                                                        | Productor(es)             | Duración |  |
| 1.    | «Sucker»              | Nicholas Jonas, Joseph Jonas, Kevin Jonas II, Ryan Tedder, Adam Feeney y Louis Bell | Tedder y Frank Dukes      | 3:01     |  |
| 2.    | «Cool»                | N. Jonas, J. Jonas, K. Jonas, Casey Smith, Tedder y Zach Skelton                    | Tedder y Skelton          | 2:47     |  |
| 3.    | «Only Human»          | N. Jonas, J. Jonas, K. Jonas y Johan Schuster                                       | Shellback                 | 3:03     |  |
| 4.    | «I Believe»           | N. Jonas, Greg Kurstin y Maureen McDonald                                           | Kurstin                   | 3:37     |  |
| 5.    | «Used to Be»          | N. Jonas, J. Jonas, K. Jonas, Tedder, Bell y Skelton                                | Bell y Tedder             | 3:04     |  |
| 6.    | «Every Single Time»   | N. Jonas, J. Jonas, Kurstin y McDonald                                              | Kurstin                   | 3:32     |  |
| 7.    | «Don't Throw It Away» | N. Jonas, J. Jonas, Kurstin y McDonald                                              | Kurstin                   | 2:52     |  |
| 8.    | «Love Her»            | N. Jonas, J. Jonas y Mike Elizondo                                                  | Elizondo                  | 3:13     |  |
| 9.    | «Happy When I'm Sad»  | N. Jonas, Joel Little y Sarah Aarons                                                | Little, Tedder y Skelton  | 2:38     |  |
| 10.   | «Trust»               | N. Jonas, J. Jonas, Jason Evigan, Tedder y Ammar Malik                              | Evigan y Tedder           | 3:00     |  |
| 11.   | «Strangers»           | N. Jonas, J. Jonas, Kurstin y McDonald                                              | Kurstin                   | 3:53     |  |
| 12.   | «Hesitate»            | J. Jonas, Justin Tranter, Kennedi Lykken y Michael Sabath                           | Sabath                    | 3:28     |  |
| 13.   | «Rollercoaster»       | Smith, Jonas Jeberg, Michael Pollack, Tedder y Skelton                              | Jeberg, Tedder y Skelton  | 3:01     |  |
| 14.   | «Comeback»            | N. Jonas, J. Jonas, K. Jonas, James Alan Ghaleb y Sylvester Willy Sivertsen         | Sylvester "Sly" Sivertsen | 2:35     |  |
| 43:44 |                       |                                                                                     |                           |          |  |

| Target exclusive and Japanese bonus tracks |                           |             |          |  |
| N.º                                        | Título                    | Producer(s) | Duración |  |
| 15.                                        | «First»                   | Sabath      | 2:58     |  |
| 16.                                        | «Cool» (acoustic version) | Skelton     | 2:33     |  |
| 49:15                                      |                           |             |          |  |

## Posicionamiento en listas
| Chart (2019)                        | Peak position |
| ----------------------------------- | ------------- |
| Argentina (CAPIF)                   | 1             |
| Australia (ARIA)                    | 3             |
| Austria (Ö3 Austria)                | 14            |
| Bélgica (Ultratop Flandes)          | 8             |
| Bélgica (Ultratop Valonia)          | 18            |
| Canadá (Billboard Canadian Albums)  | 1             |
| Dinamarca (Hitlisten)               | 12            |
| Países Bajos (Album Top 100)        | 8             |
| Finlandia (Suomen virallinen lista) | 32            |
| Francia (SNEP)                      | 29            |
| Alemania (Media Control Charts)     | 17            |
| Irlanda (IRMA)                      | 4             |
| Italia (FIMI)                       | 28            |
| Nueva Zelanda (RMNZ)                | 5             |
| Noruega (VG‑lista)                  | 13            |
| España (PROMUSICAE)                 | 3             |
| Suecia (Sverigetopplistan)          | 28            |
| Suiza (Schweizer Hitparade)         | 16            |
| Reino Unido (UK Albums Chart)       | 2             |
| Estados Unidos (Billboard 200)      | 1             |